# Nekopara
Nekopara (ネコぱら, abreviação de "Neko Paradise") é uma série de japonesa de visual novels para adultos desenvolvido pela NEKO WORKs. O primeiro jogo da série, Nekopara Vol. 1, foi publicado em 30 de dezembro de 2014. A série se passa em um mundo onde os humanos vivem ao lado de nekomimis, e são capazes de mantê-las como seus familiares.
Nekopara recebeu uma adaptação para mangá, ilustrada por Tam-U e serilizada na revista mensal Dengeki G's Comic desde 30 de maio de 2018, e duas adaptações para OVA, lançados em 22 de dezembro de 2017 e 27 julho de 2018. Uma adaptação para uma série de anime está prevista para estrear em 9 de janeiro de 2020.
Bem recepcionada pelo público, a série de visual novels atualmente conta com mais de 2,6 milhões de downloads no mundo todo, a maioria fora do Japão.